# Mazaeras soteria
Mazaeras soteria är en fjärilsart som beskrevs av Druce 1900. Mazaeras soteria ingår i släktet Mazaeras och familjen björnspinnare. Inga underarter finns listade i Catalogue of Life.